# بروتين الريبوسوم S3
بروتين الريبوسوم S3 (بالإنجليزية: Ribosomal Protein S3)‏ (RPS3) هوَ بروتين يُشَفر بواسطة جين RPS3 في الإنسان. الريبوسومات هي العضيات التي تحفز تخليق البروتين، تتكون من وحدة فرعية صغيرة 40S ووحدة فرعية كبيرة 60S. تتكون هذه الوحدات الفرعية معًا من 4 أنواع من رنا RNA وحوالي 80 بروتينًا مميزًا من الناحية الهيكلية. ويعد أحد مكونات الوحدة الصغرى 40S للريبوسوم والذي يلعب دورًا مهمًا في الترجمة في عملية الاصطناع الحيوي للبروتين (التي تشكل جزءا من عملية التعبير الجيني).

## الأهمية السريرية
تم ملاحظة مستويات أعلى من تعبير هذا الجين في أورام السرطان في القولون والبوليبات القولونية مقارنة بالغشاء المخاطي الطبيعي في القولون. كما وجد أنه ينشط من العامل النووي المعزز لسلسلة كابا الخفيفة في الخلايا البائية النشطة NF-κB وهو أحد عوامل النسخ والذي يتكون من بروتين معقد يتحكم بعملية النسخ للدنا. يتواجد هذا العامل تقريباً في كل أنواع خلايا الحيوانات ويلعب دوراً في الاستجابة الخلوية لبعض المحرضات مثل الإجهاد والسايتوكاين والجذور الحرة والأشعة فوق البنفسجية والبروتينات الدهنية المنخفضة الكثافة المؤكسدة والمستضدات الجرثومية والفيروسية.

## روابط خارجية
- بروتين الريبوسوم S3 في نظام فهرسة المواضيع الطبية (MeSH) للمكتبة الوطنية الأمريكية للطب.